# Wörth am Main

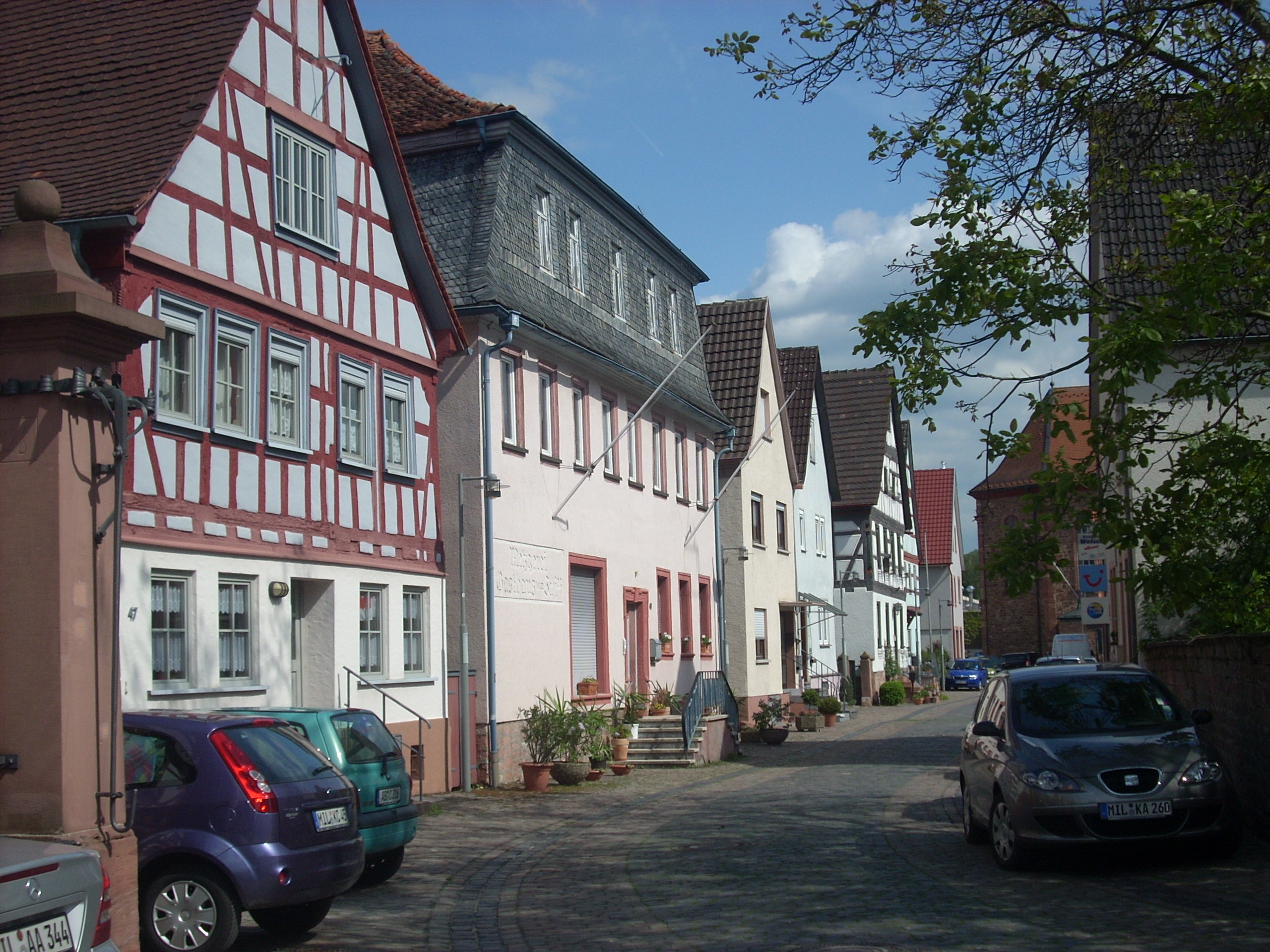
Wörth am Main

Wörth am Main este un oraș din Franconia Inferioară, landul Bavaria, Germania.